# Henrik Stampe

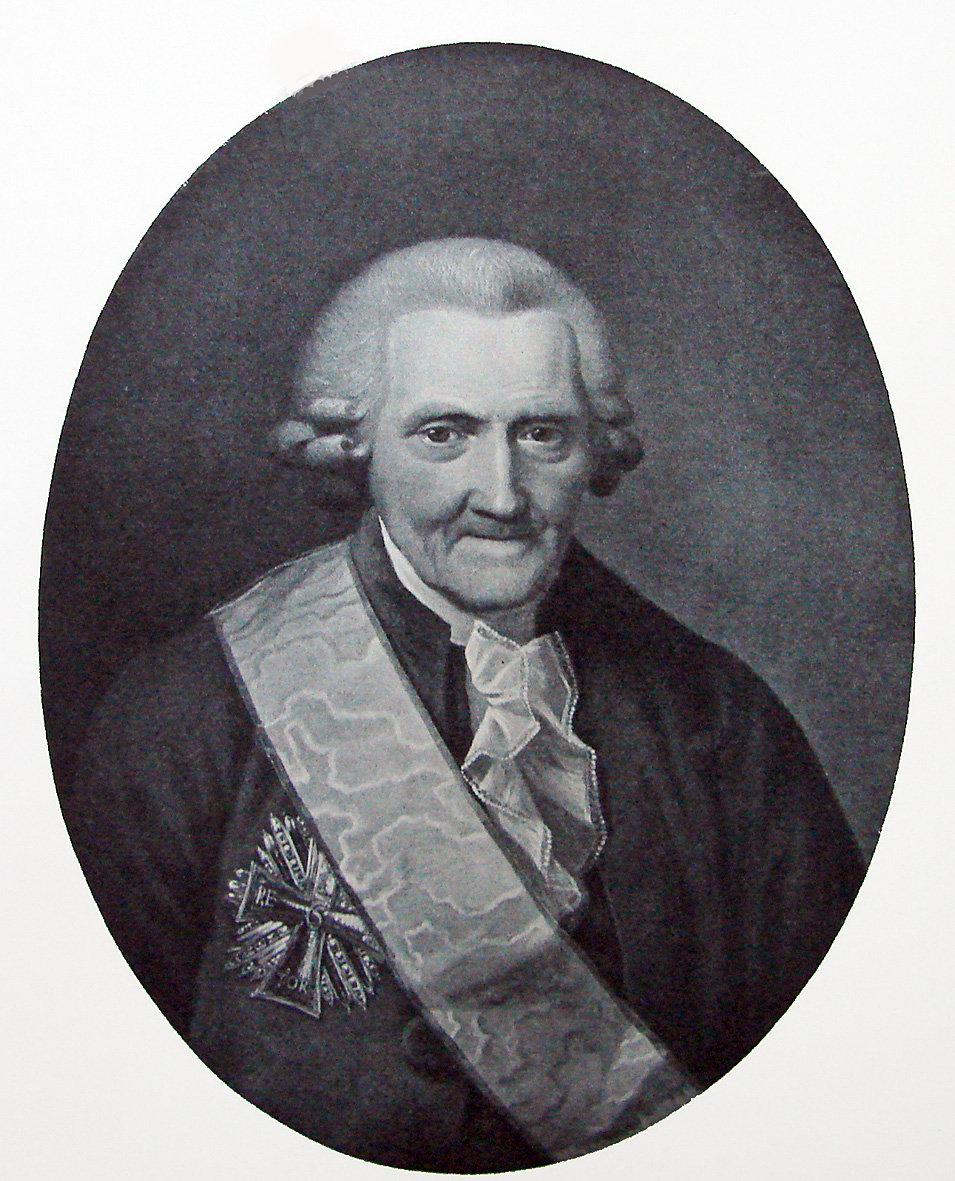
Henrik Stampe.

Henrik Stampe, född den 28 januari 1713, död den 10 juli 1789, var en dansk rättslärd och statsman.
Stampe, som var prästson, blev 1728 student, 1733 konrektor i Aalborg, tog 1736 magistergraden och 1740 den juridiska doktorsgraden, efter att i två år ha studerat filosofi i Marburg under Christian Wolff. År 1741 blev han professor i filosofi – den förste, som i Danmark föreläste den wolffska läran – och 1743 i juridik, i vilken egenskap han utövade ett väsentligt inflytande på rättsstudiet. År 1753 blev han "generalprokurør" (det vill säga regeringens juridiska rådgivare) och 1756 därjämte assessor i kansliet samt fick 1767 säte och stämma i landvæsenskommissionen, 1768 i landvæsenskollegiet och 1777 i overskattedirektionen. 
Han medverkade till Guldbergs fall 1784 och blev geheimestatsminister. Redan 1759 hade Stampe adlats och 1774 blivit geheimeråd. Stampe visade vid utövningen av sina ämbeten stor duglighet och frisinthet samt var särskilt en djärv förespråkare för bondeståndet och verkade ivrigt för dess frigörelse. Inom lagtolkningens område gjorde han epok genom de för skärpa i uppfattningen och klarhet i framställningen utmärkta Erklæringer, Breve og Forestillinger, vilka han utgav som generalprokurør 1753–1782 och som efter hans död samlades i 6 band (1793–1807). År 1772 var Stampe medlem av den kommission, som dömde Struensee, och det var han, som avfattade domen.